# Валбурга (Ритберг)
Валбурга фон Ритберг или Валбургис (на немски: Walburgis von Rietberg; * 1555/1556 в Ритберг в Северен Рейн-Вестфалия; † 26 май 1586 в Есенс в Долна Саксония) е от 1565 − 1576 и 1584 − 1586 г. графиня на Ритберг.

## Биография
Тя е малката дъщеря на граф Йохан II фон Ритберг (1523 – 1562) и съпругата му Агнес фон Бентхайм-Щайнфурт (1531 – 1589), дъщеря на граф Арнолд II фон Бентхайм-Щайнфурт (1497 – 1553) и съпругата му Валбурга фон Бредероде-Нойенар (1512 – 1567) и сестра на Ебервин III фон Бентхайм-Щайнфурт.
При подялба на наследството на 27 септември 1576 г. Валбурга получава Харлингерланд в Източна Фризия, а по-гоямата ѝ сестра Армгард получава Графство Ритберг. Сестра ѝ Армгард умира бездетна на 13 юли 1584 г. и графството Ритберг попада на Валбурга..
Валбурга умира на 30 години на 26 май 1586 г. в Есенс, вероятно отровена от три жени със супа, и е погребана в цървата Св. Магнус в Есенс. Трите жени са осъдени и изгорени на 11 май 1586.
Със смъртта на Валбурга умира линията на графство Ритберг от фамилията Верл-Арнсберг.
Енно III се жени втори път на 28 януари 1598 г. в Есенс за принцеса Анна фон Холщайн-Готорп (1575 – 1625).

## Фамилия
Валбурга е обещана на 21 години на 1 май 1577 г. за 14-годишния Ено III (1563 – 1625), син на граф Едзард II (Едцард) от Източна Фризия (1532 – 1599) и Катарина от Швеция (1539 – 1610). Женитбата се състои на 28 януари 1581 г., когато Ено е на 18 години. Двамата имат децата:
- Сабина Катарина (* 11 август 1582; † 31 май 1618), ∞ на 4 март 1601 за нейния чичо Йохан III от Източна Фризия (* 1566; † 29 септември 1625)
- Агнес (* 1 януари 1584; † 28 февруари 1616), ∞ на 15 август 1603 за княз Гундакар фон Лихтенщайн (* 30 януари 1580; † 5 август 1658)
- Йохан Едцард (* 2 март 1586; † 13 март 1586), погребан в Есенс (Св. Магнус).